# John Mayow
John Mayow (24. května 1643 - září 1679) byl anglický chemik a fyziolog. Po přijetí a prokázání Boyleho experimentu (vzduch je potřeba ke spalování) Mayow poukázal na to, že spalování není podporováno vzduchem jako celkem, ale menší a aktivní části vzduchu - kyslíkem.

## Život
Místo i rok narození Mayowa jsou nejasné – některé zdroje uvádějí Cornwall, jiné Londýn, a jeho narození se datuje mezi roky 1641 a 1645. Podle rozsáhlého bádání Proctora se Mayow narodil v roce 1641 poblíž Morvalu v Cornwallu. V roce 1658, když mu bylo 17 let, byl přijat na Wadham College v Oxfordu. O rok později se stal stipendistou a v roce 1660 byl zvolen členem All Souls College.
Ačkoliv vystudoval práva (bakalářský titul získal v roce 1665, doktorát v roce 1670), věnoval se především medicíně, ve které si získal uznání, zejména během letních měsíců v lázeňském městě Bath.
V roce 1678 byl na návrh Roberta Hooka přijat za člena Královské společnosti. O rok později, krátce po svatbě, která mu nepřinesla příliš štěstí, zemřel v Londýně. Pohřben byl v kostele svatého Pavla v Covent Garden.

## Vědecká práce
Mayow objevil, že vzduch se skládá ze dvou složek – jedné neaktivní a jedné aktivní. V roce 1668 publikoval v Oxfordu dva spisy o dýchání a křivici. V roce 1674 byly tyto práce znovu vydány, přičemž první z nich byla rozšířena a upravena. Byly přidány další tři spisy: De sal-nitro et spiritu nitro-aereo, De respiratione foetus in utero et ovo a De motu musculari et spiritibus animalibus, které vyšly společně pod názvem Tractatus quinque medico-physici. Jeho práce byla několikrát znovu vydána a přeložena do nizozemštiny, němčiny a francouzštiny. Obsah těchto spisů dokazuje, že Mayow byl ve svém výzkumu daleko před svou dobou.

#### Výzkum spalování
Na základě experimentů Roberta Boyla Mayow přijal jako fakt, že vzduch je nezbytný pro hoření. Prokázal však, že oheň neudržuje vzduch jako celek, ale pouze jeho aktivní a jemnější část. Tuto složku nazval spiritus igneo-aereus nebo nitro-aereus, protože ji považoval za součást kyselé složky ledku (dnes známého jako dusičnan draselný – KNO₃), který podle něj vzniká spojením pevné zásady se spiritus acidus.
Mayow tvrdil, že tyto particulae nitro-aereae – ať už obsažené v hořlavé látce nebo dodané vzduchem – se při spalování slučují s materiálem, který hoří. Svou teorii podpořil pozorováním, že antimon při silném zahřívání čočkou ztěžkne, což přisoudil přítomnosti těchto částic.

#### Výzkum dýchání a metabolismu
Mayow se domníval, že stejné částice, které udržují hoření, jsou nezbytné i pro dýchání. Svůj závěr opřel o pokusy, při nichž umístil do uzavřené nádoby malého živočicha a hořící svíčku. Nejprve zhasla svíčka, a krátce poté zvíře uhynulo. Pokud však v nádobě žádná svíčka nebyla, zvíře přežilo dvakrát déle. Z toho usoudil, že tato složka vzduchu je nezbytná pro život a že plíce ji oddělují ze vzduchu a předávají do krve.
Mayow také věřil, že tyto částice jsou klíčové pro svalovou činnost. Domníval se, že náhlé stažení svalu je důsledkem jejich spojení s dalšími hořlavými (salino-sirnými) částicemi v těle. Proto podle něj srdce, jakožto sval, přestane bít, když se zastaví dýchání. Dále předpokládal, že tělesné teplo vzniká reakcí nitro-aereálních částic s hořlavými složkami v krvi a že tento proces se zesiluje při fyzické námaze.
V podstatě tedy Mayow – který zároveň přesně popsal anatomii dýchání – o století předběhl Josepha Priestleyho a Antoina Lavoisiera v rozpoznání existence kyslíku. Nazýval ho spiritus nitro-aereus a chápal ho jako samostatnou složku vzduchu, odlišnou od jeho ostatních částí. Uvědomoval si jeho roli při spalování i při zvyšování hmotnosti kovových oxidů oproti čistým kovům.
Na rozdíl od tehdejších teorií, které považovaly dýchání za způsob ochlazování srdce nebo pomocný mechanismus pro pohyb krve, Mayow správně pochopil, že jeho účelem je přivádět kyslík do těla, kde se spotřebovává k tvorbě tepla a k zajištění svalové aktivity. Dokonce naznačil, že výdech slouží k vylučování odpadních látek. Pomocí pokusů s baňkami ponořenými ve vodě Mayow zjistil, že aktivní složka vzduchu, kterou dnes nazýváme kyslík, tvoří přibližně jednu pětinu atmosféry.

#### Význam Mayowovy práce
Některé Mayowovy poznatky se překvapivě blíží moderním teoriím o složení vzduchu a spalování. Už před ním si vědci všimli, že určité materiály při silném zahřátí nabývají na hmotnosti. Antoine Lavoisier (1743–1794) a další později vysvětlili tento jev jako reakci s plynnou složkou vzduchu – kyslíkem. Mayowovy teorie a jejich srovnání s moderní chemií byly později zkoumány a hodnoceny odborníky.